# Hồ Văn Năm
Hồ Văn Năm (sinh ngày 1 tháng 7 năm 1961) là một chính trị gia người Việt Nam. Ông nguyên là đại biểu quốc hội Việt Nam khóa XIV nhiệm kì 2016-2021, thuộc đoàn đại biểu quốc hội tỉnh Đồng Nai, nguyên Trưởng ban Nội chính Tỉnh ủy Đồng Nai, Ủy viên Ủy ban Tư pháp của Quốc hội. Ông đã trúng cử đại biểu Quốc hội năm 2016 ở đơn vị bầu cử số 3, tỉnh Đồng Nai gồm thành phố Long Khánh và các huyện: Xuân Lộc, Cẩm Mỹ. Ông nguyên là Viện trưởng Viện kiểm sát nhân dân tỉnh Đồng Nai (đến tháng 9 năm 2015)

## Xuất thân
Hồ Văn Năm sinh ngày 1 tháng 7 năm 1961 quê quán ở phường Tân Hạnh, thành phố Biên Hòa, tỉnh Đồng Nai.

## Giáo dục
- Giáo dục phổ thông: 12/12
- Cử nhân Luật
- Thạc sĩ Quản lý nhà nước (Thạc sĩ Hành chính công)
- Cử nhân lí luận chính trị

## Sự nghiệp
Từ năm 1980 đến năm 2003, ông công tác trong ngành kiểm sát, từng giữ chức trưởng phòng kiểm sát điều tra án hình sự.
Ngày 3 tháng 2 năm 1987, ông gia nhập Đảng Cộng sản Việt Nam.
Từ năm 2003 đến năm 2007, ông giữ chức vụ Phó Viện trưởng Viện kiểm sát nhân dân tỉnh Đồng Nai.
Từ năm 2007 đến năm 2015,ông là Tỉnh ủy viên, Viện trưởng Viện kiểm sát nhân dân tỉnh Đồng Nai.
Ông từng là đại biểu Quốc hội Việt Nam các khóa XII, XIII tỉnh Đồng Nai.
Khi là đại biểu Quốc hội Việt Nam khóa XII và XIII, ông vừa là Tỉnh ủy viên, Bí thư Đảng ủy, Viện trưởng Viện Kiểm sát nhân dân tỉnh Đồng Nai, Ủy viên Ủy ban Tư pháp của Quốc hội, làm việc ở Viện Kiểm sát nhân dân tỉnh Đồng Nai.
Khi ứng cử đại biểu Quốc hội Việt Nam khóa XIV vào tháng 5 năm 2016 ông đang là Thường vụ Tỉnh ủy, Phó Bí thư chi bộ, Trưởng ban Nội chính Tỉnh ủy Đồng Nai, làm việc ở Ban Nội chính Tỉnh ủy Đồng Nai.
Ông đã trúng cử đại biểu Quốc hội năm 2016 ở đơn vị bầu cử số 3, tỉnh Đồng Nai gồm thành phố Long Khánh và các huyện: Xuân Lộc, Cẩm Mỹ, được 324.462 phiếu, đạt tỷ lệ 77,69% số phiếu hợp lệ.
Ngày 26 tháng 7 năm 2018, Hồ Văn Năm được Ủy ban Thường vụ Quốc hội Việt Nam khóa 14 ra nghị quyết phê chuẩn làm Trưởng Đoàn Đại biểu Quốc hội khóa 14 tỉnh Đồng Nai thay bà Phan Thị Mỹ Thanh.
Ngày 27 tháng 8 năm 2019, nguồn tin Báo Thanh Niên, ông Hồ Văn Năm, Ủy viên Ban Thường vụ, Trưởng Ban Nội chính Tỉnh ủy, Trưởng Đoàn ĐBQH tỉnh Đồng Nai, vừa có đơn gửi Ủy Ban Thường vụ Quốc hội xin thôi làm nhiệm vụ đại ĐBQH khóa XIV vì lý do sức khỏe và hoàn cảnh gia đình khó khăn.
Ngày 10 tháng 9 năm 2019, Ban Bí thư Ban Chấp hành Trung ương Đảng Cộng sản Việt Nam khóa 12 quyết định thi hành kỷ luật đối với ông Hồ Văn Năm bằng hình thức cách chức ủy viên Ban Thường vụ Tỉnh ủy và trưởng Ban Nội chính Tỉnh ủy Đồng Nai, đề nghị Ủy ban Thường vụ Quốc hội xem xét để ông Năm thôi làm đại biểu Quốc hội.
Từ ngày 18 tháng 9 năm 2019, Ủy ban thường vụ Quốc hội khoá 14 quyết nghị cho Hồ Văn Năm thôi làm đại biểu Quốc hội và thôi chức vụ Trưởng đoàn đại biểu Quốc hội tỉnh Đồng Nai với lí do ông vừa bị kỉ luật của Đảng Cộng sản Việt Nam và đã có đơn xin thôi. Ngoài ra Ủy ban này cũng thuận theo đề nghị của Ban thường vụ tỉnh uỷ Đồng Nai giao cho đại biểu Quốc hội, Tỉnh uỷ viên Đồng Nai, Phó đoàn Bùi Xuân Thống phụ trách đoàn này cho đến khi kiện toàn nhân sự.